# 90 Day Men & Gogogo Airheart
90 Day Men & Gogogo Airheart è uno split CD dei gruppi statunitensi dei 90 Day Men e dei Gogogo Airheart, pubblicato nel 2000 dalla Box Factory Records.

## Tracce
1. From One Primadonna to Another (90 Day Men) - 3:39
2. Studio Track Four (90 Day Men) - 3:09
3. Methodist (90 Day Men) - 5:39
4. Hypnotized (GoGoGo Airheart) - 2:31 (1)
5. I Knew (GoGoGo Airheart) - 3:16 (2), (4)
6. Who Are the Young? (GoGoGo Airheart) - 4:09 (3)
7. International Feel (GoGoGo Airheart) - 2:13 (2), (4)
8. Is This Berlin? (GoGoGo Airheart) - 1:34 (3)
9. 4 Your Will (GoGoGo Airheart) - 3:15 (2), (4)

## Formazioni

### 90 Day Men
- Brian Case - voce, chitarra
- Robert Lowe - basso, voce
- Cayce Key - batteria

### Gogogo Airheart
- Michael Vermillion - voce, chitarra, pianoforte
- Ashish Vyas - basso
- Andrew Robillard - batteria (1)
- James Lavalle - batteria (2)
- Jimi Hey - batteria (3)
- Teri Hoefer - violino (4)